# Национальная ассоциация женских исследований
Национальная ассоциация женских исследований (англ. the National Women’s Studies Association, NWSA) — организация, в которую входят учёные и практики в области женских исследований. Основана в 1977 году.
Миссия ассоциации заключается в активном способствовании развитию исследований во всём мире, посредством открытого диалога и общения.
С момента своего создания, NWSA была предметом споров, поскольку она не включала маргинализованных женщин в повестку. Ассоциация  предлагает два типа членства, включая доступ к группам избирателей и различные награды.

## Учреждение
В 1973 году пионер женских исследований Кэтрин Р. Стимпсон призвала основать национальную женскую учебную организацию . В течение следующих трёх лет проходили дискуссии на женских учебных площадках. В 1976 году Сибил Вейр из государственного университета Сан-Хосе созвала официальное собрание для людей, заинтересованных в создании национальной организации.
После гранта Фонда Форда первая конференция NWSA была проведена в январе 1977 года в Университете Сан-Франциско, при финансовой поддержке Государственного университета Сан-Хосе и Комиссии округа Санта-Клара по положению женщин. Более трёхсот человек посетили трёхдневный съезд. По словам Барбары У. Гербер, работавшей в Координационном совете NWSA, NWSA стремилась охватить всех женщин, включая региональные группы, и согласовала группу лидеров, известную как Координационный совет.

## Миссия
NWSA была создана для дальнейшего социального, политического и профессионального развития женских исследований во всём мире. Организация координирует открытый женский диалог с целью позитивных социальных изменений. Идейную основу ассоциации составляет женское движение за освобождение от сексизма, расизма, гомофобии, антисемитизма, антисионизма и всех дискриминационных идеологий и институтов. Её цели — дать женщинам возможность войти в общество и превратить мир в мир без системного угнетения.

## Противоречия

### Расизм и классицизм
Цветные женщины протестовали против расизма в организации в первые годы её существования. Во время конференции NWSA 1981 года в Сторрсе, штат Коннектикут, поэтесса Одри Лорд выступила с основным докладом, в котором она предупредила участников конференции, что «если женщины в академии действительно хотят диалога о расизме, это потребует признания потребностей и условий жизни других женщин».
Конференция 1981 года была подвергнута дальнейшей критике Челой Сандовал за её классизм, поскольку стоимость проезда и плата за конференцию были труднодоступны. Это в сочетании с темой расизма привело к снижению посещаемости. Отсутствие вовлечённости цветных женщин привело к тому, что группа повышения осведомлённости женщин третьего мира обсуждала проблемы расизма и классицизма в NWSA.
На закрытии конференции 1981 года Барбара Смит, член Коллектива реки Комбахи (CRC), заявила, что для всех белых женщин в NWSA, уставших слышать о расизме, было столько же цветных женщин, которым надоело испытывать его. Она критикует NWSA за несоответствие между их целями и действиями, утверждая, что их определение феминизма не охватывает всех женщин. Работа Смита в CRC утверждает, что нельзя отделять расу от класса или угнетения по половому признаку, потому что они испытываются одновременно.
Бывший президент NWSA Беверли Гай-Шефталл отметила: «Я хотела, чтобы NWSA была всеобъемлющей, многорасовой, многокультурной организацией, где цветные женщины и их феминизм не были бы маргинализованы». Во главе с такими феминистками, как Гай-Шефталл, NWSA работала над тем, чтобы сосредоточить интерсекторальность в своей институциональной практике и структуре руководства при поддержке гранта Фонда Форда.

### Лесбийский сепаратизм
Во время конференции 1977 года лесбиянки рассказали о своей невидимости в NWSA. Лесбиянки в это время боролись с внутренней и внешней гомофобией вместе со своими расистскими и классовыми проблемами. Это породило собрание женщин-лесбиянок, которое стремилось решать проблемы гомофобии внутри организации и в средствах массовой информации.

### Антисионизм
В 2015 году члены NWSA проголосовали за «поддержку движения за бойкот, отчуждение и санкции против Израиля». В ответ на критику антисемитизма после их поддержки члена Джасбиры К. Пуар, NWSA ответила, заявив, что организация твёрдо убеждена в их идеях.

## Членство
NWSA предлагает два типа членства, которые варьируются в цене в зависимости от занятости, дохода и статуса члена.

### Индивидуальный
Участники могут найти коллег в списке участников, присутствовать на ежегодной конференции, получить льготные тарифы на регистрацию, подать заявку на стипендии и гранты конференции, подать заявку на получение наград и призов NWSA, а также принять участие в дискуссионных форумах.

### Институциональный
Учреждения могут вносить свои программы, отделы или некоммерческие организации в общедоступный каталог членов, ежегодно получать три бесплатных студенческих членства, размещать списки вакансий, связанные с обучением женщин, и участвовать в дискуссионном форуме.

### Избирательные группы
Членство NWSA предлагает возможность присоединиться к нескольким окружным группам.

## Журнал
NWSA публикует журнал «Feminist Formations», который развивает феминистские разговоры со всего мира, касающиеся исследований, теории, активизма, преподавания и обучения. Журнал изменил своё название с NWSA Journal в 2010 году и стал включать в себя как материалы конференции NWSA, так и работы академических источников и частных лиц во всём мире.

## Награды
Каждый год в течение апреля-июня NWSA вручает награды и призы для книг, студентов и женских центров.